# Vasili (Famagosta)
Vasili (in greco Βασίλι?; in turco: Gelincik) è un villaggio della penisola del Karpas nel nord dell'isola mediterranea di Cipro. Si trova de facto nel distretto di İskele della Repubblica Turca di Cipro del Nord, mentre de iure appartiene al distretto di Famagosta della Repubblica di Cipro. Prima del 1974 il villaggio era abitato prevalentemente da greco-ciprioti. 
Nel 2011 Vasili aveva 496 abitanti.

## Geografia fisica
Vasili si trova nella zona centrale della penisola del Karpas, vicino ai villaggi di Leonarisso e Lythrangomi.

## Origine del nome
Il nome greco significa 're', quello turco 'papavero'. Allo stesso tempo Gelincik era il nome di una varietà di tabacco e di una marca di sigarette. Dato che la regione ospitava un'importante industria del tabacco, anche altri luoghi furono ribattezzati con il nome di marche di sigarette: così Vothylakas divenne Derince, Gialousa divenne Maltepe (e più tardi Yeni Erenköy) e Agia Trias divenne Sipahi.

## Società

### Evoluzione demografica
Quando nel 1831 gli ottomani censirono i capifamiglia maschi a scopo fiscale, a Vasili furono contati 11 uomini turchi. Il numero di residenti era di 327 nel 1891, quando i governanti coloniali britannici (dal 1878) condussero il loro primo censimento, il quale invece includeva tutti i residenti. Da allora in poi, questi censimenti ebbero luogo ogni dieci anni, e nel 1901 la popolazione era di 277 persone. Nel 1891 c'erano ancora 22 turchi ciprioti che vivevano nel villaggio, nel 1901 ce n'erano 18, dieci anni dopo 24, nel 1921 ce n'erano 28, nel 1931 infine 27. Durante la seconda guerra mondiale il censimento fu cancellato, ma fu recuperato nel 1946. Allora c'erano 421 greco-ciprioti che vivevano nel villaggio, nel 1960 ce n'erano 391. Mentre nel 1946 c'erano ancora 50 turco-ciprioti che vivevano a Vasili, nel 1960 non se ne contava neanche uno. Erano fuggiti dal villaggio nel 1958 e non erano più tornati. Nel 1973, vivevano nel villaggio  362 greci ciprioti.
Prima del 1974, Vasili era quindi abitato esclusivamente da greci ciprioti. Nel 1975, i turchi ribattezzarono il villaggio Gelincik; nel 1978, il villaggio aveva di nuovo 371 abitanti, ma ora esclusivamente turchi. Circa un terzo dei greci era stato deportato nell'agosto 1974, mentre circa 260 di loro rimasero nel villaggio fino all'ottobre 1975. Nel dicembre 1976, anche gli ultimi greci di Cipro avevano lasciato Vasili/Gelincik.
I suoi nuovi abitanti venivano dalla Turchia, soprattutto dalle province di Ağrı e Trabzon, Gaziantep, Erzurum, Kars e Iğdır. Nel 1978, c'erano 371 abitanti, la maggior parte dei quali di origine turca, nel 1996 erano 482 e nel 2006 452.